# Dones a Palau
Les dones de Palau són dones nascudes, que viuen o provenen de Palau. Històricament, hi havia una forta «divisió de treballs de gènere» entre dones i homes de Palau. Corresponia a les dones les activitats com l'agricultura i la recollida de marisc; els homes eren els encarregats de la construcció de cases i la construcció d'edificis comunitaris. Avui en dia, les dones de Palau, igual que els homes, són participants del treball assalariat; tot i que les dones ocupen llocs de treball com a metgesses, advocadesses i empresàries. En relació amb la història de polítics nacionals del Palau, Sandra Pierantozzi es va convertir en vicepresidenta de Palau (2001-2005) i ara és senadora de Palau. Ja hi ha la primera dona del Palau al Tribunal Suprem de Palau.

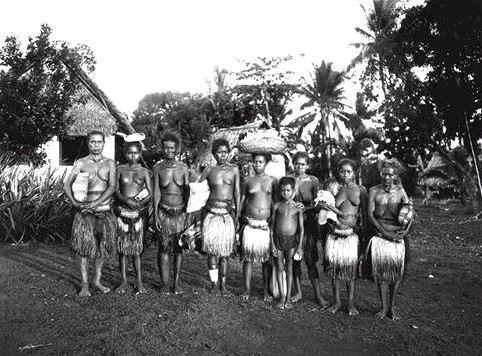
Un retrat d'un grup de dones a Palau, 1915
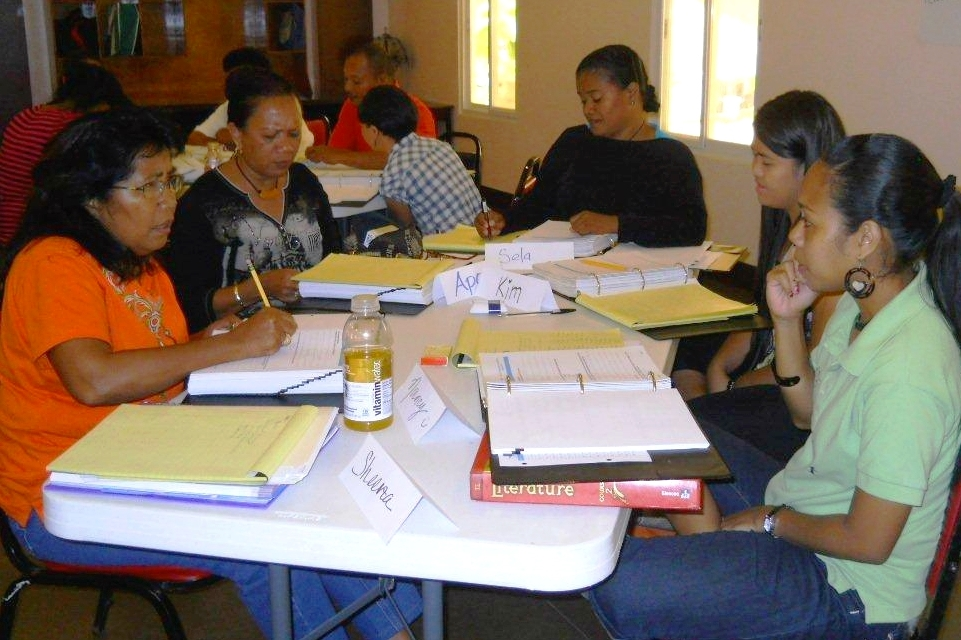
Curs de formació en anglès com a segona llengua per millorar les habilitats de les professores palauanes

Tradicionalment, una dona anciana de Palau pot formar part del lideratge del consell del poble, i té facultats per seleccionar i eliminar els titulars masculins. Tenen autoritat per a la presa de decisions en termes de propietat i riquesa controlada per «matrícula» (els diners que reben les dones en nom de clans).

## Producció alimentària
Els aliments amb midó, coneguts com a ongraol, són produïts per dones que treballen als aiguamolls de taro dels pobles. Les creences alimentàries inclouen la preparació d'aliments especials per a les dones embarassades i lactants de Palau.

## Símbols d'estratificació social
Com a mostra d'un èxit personal, les dones de Palau poden portar collarets formats per monedes.

## Dansa
La forma habitual de realitzar danses de les dones de Palau inclou la dansa tradicional que són «majestuoses i interpretades per dues línies de dones».

## Palauanes destacades

### Esportistes
- Jennifer Anson
- Osisang Chilton
- Ngerak Florencio
- Ruby Joy Gabriel
- Nicole Hayes
- Keesha Keane
- Peoria Koshiba
- Dirngulbai Misech
- Evelyn Otto
- Valerie Pedro
- Ayana Rengiil
- Ernestine Rengiil
- Marina Toribiong
- Amber Yobech

### Polítiques
- Rukebai Inabo
- Vicky Kanai
- Katharine Kesolei
- Sandra Pierantozzi
- Leilani Reklai
- Dilmai Saiske
- Jerrlyn Uduch Sengebau Senior
- Akiko Sugiyama